# Arnold von Berlepsch
Arnold von Berlepsch (* um 1324; † 1379) war landgräflicher Marschall und Erbkämmerer.

## Leben

### Familie
Arnold von Berlepsch entstammte dem  Adelsgeschlecht derer von Berlepsch, das sich nach der Zerstörung seiner südniedersächsischen Stammburg Barlissen  im 14. Jahrhundert an der Werra festsetzte, wo es bereits im Besitz mehrerer Güter war. Die Familie bewohnte zunächst das landgräflich-hessische Schloss Bischoffhausen, bis sie in das von Arnold in den Jahren von 1368 bis 1370 errichtete nuwe Hus Berleybischhin, welches an der Stelle des heutigen Schlosses Berlepsch stand, einziehen konnte.
Arnold war der Sohn des Theodrich von Berlepsch und dessen Gemahlin Adelheid. Er war verheiratet mit Hildegunde. Ihr Geburtsname ist nicht belegt. Aus der Ehe stammte der Sohn Hans.

### Wirken
Arnold und sein Sohn Hans genossen beim Landgrafen Heinrich II. hohes Ansehen, denn sie traten als Schlichter bei Streitigkeiten zwischen den Landgrafen, den Nachbarn und dem Erzbischof von Mainz erfolgreich auf. Ende Mai 1353 findet Arnold als landgräflicher Marschall urkundliche Erwähnung. 1369 erhielt er vom Landgrafen die Dörfer Hübenthal, Albshausen (beide heute Ortsteil von Witzenhausen) und Hermannrode (heute Ortsteil von Neu-Eichenberg)  zu Lehen, und die Familie erhielt für das älteste männliche Mitglied das erbliche Hofamt des Kämmerers der hessischen Landgrafen.
Nach dem Tod seines Sohnes Hans im Jahre 1392 starb das Geschlecht der Berlepsch mit den Sparren aus. Die Pest hatte alle Familienmitglieder ausgelöscht. Die von Arnold errichtete Burg fiel als freies Lehen an den Landgrafen zurück, wurde jedoch von Arnolds Onkel 4. Grades, Thilo von Berlepsch, widerrechtlich eingenommen. Nach anfänglicher Weigerung, die Burg freizugeben, ließ der Landgraf die Anlage im Jahre 1400 durch hessische Truppen vollends zerstören und erst später wieder aufbauen. Erst nach fast 60 Jahren kamen die Berlepsch wieder in ihr erbliches Hofamt: 1458 wurde Sittich von Berlepsch Erbkämmerer.